# Thần tính

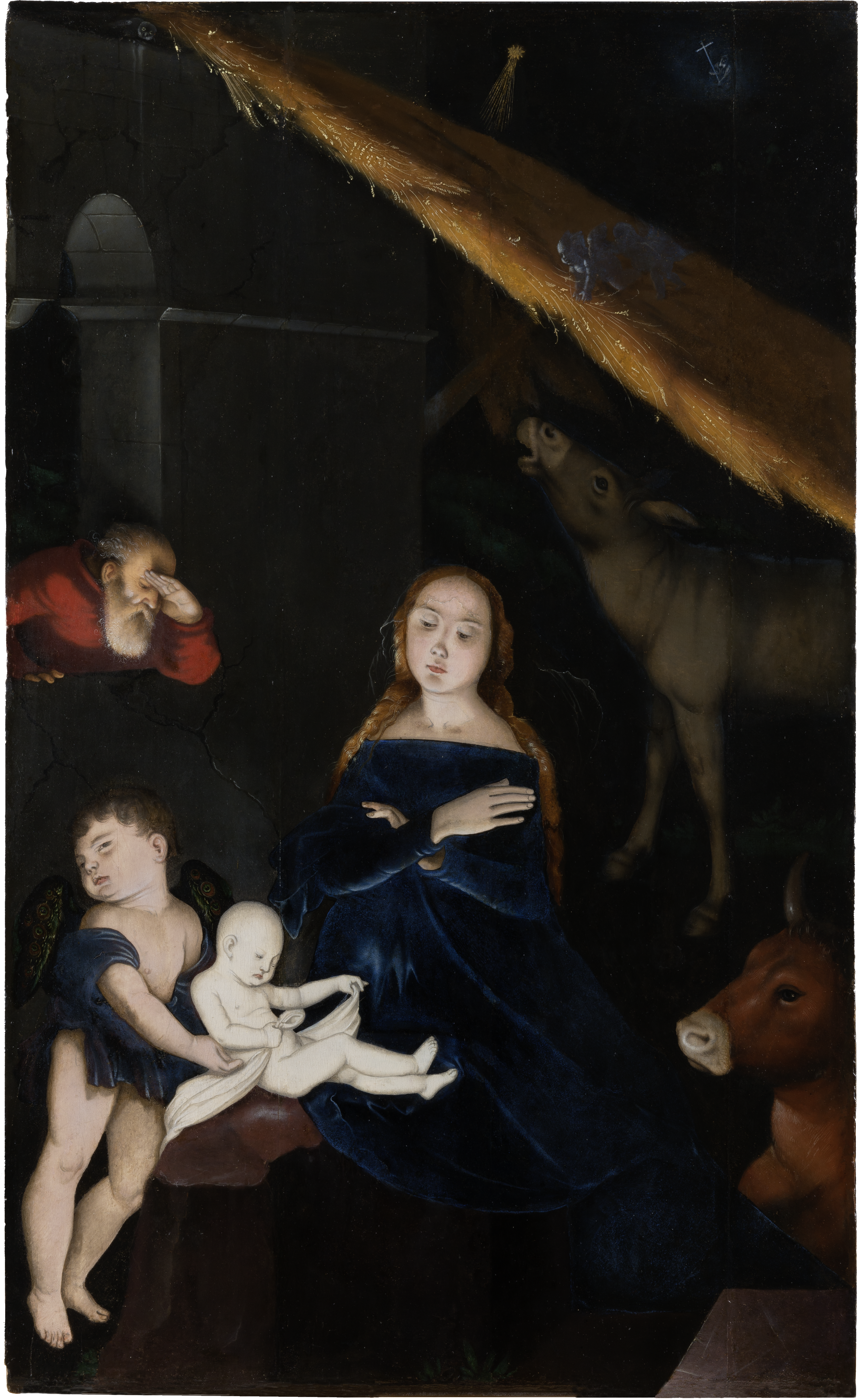
Tranh vẽ về Chúa Jesus giáng sinh thần tính

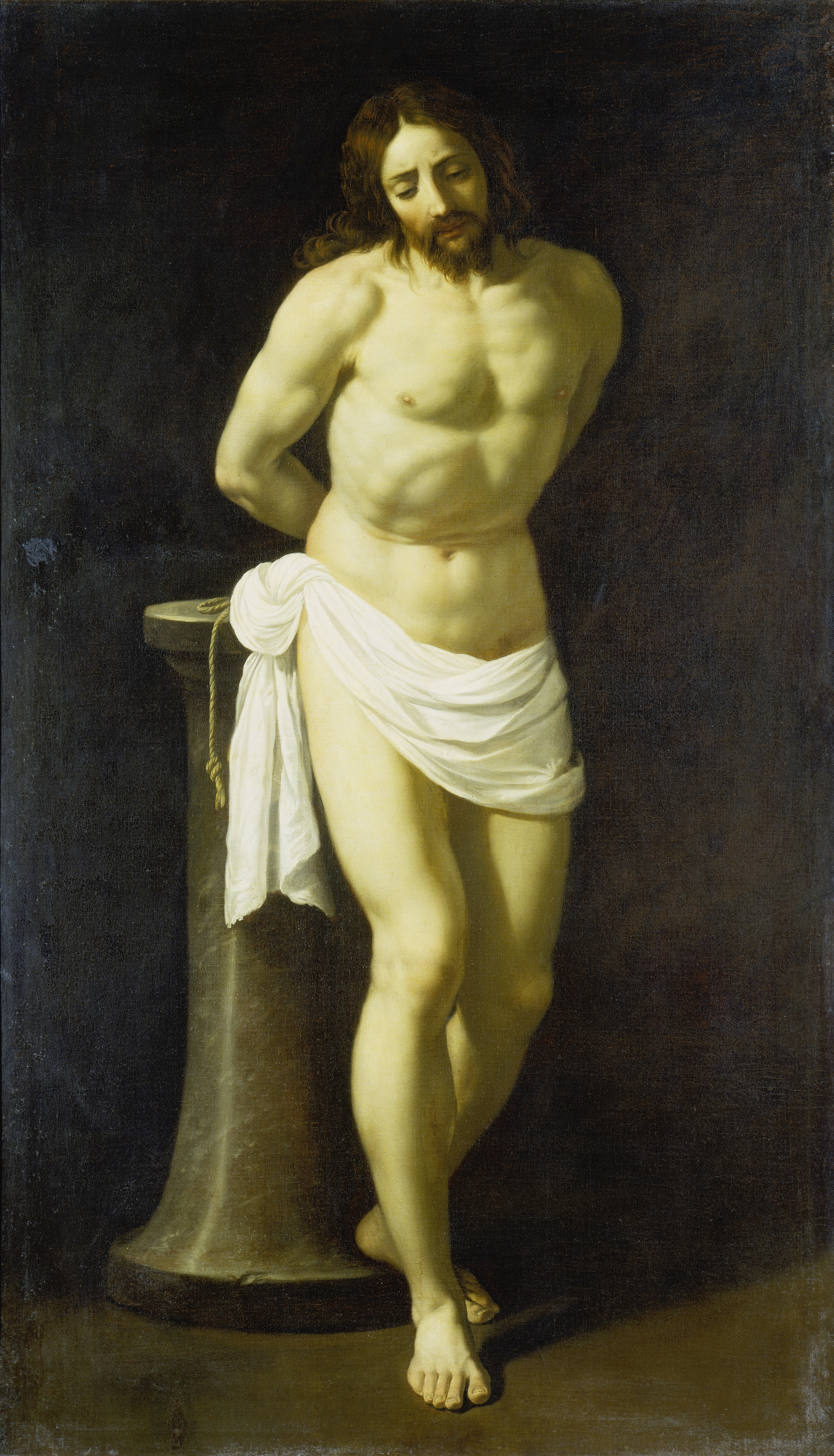
Những giáo phái nào bác bỏ thần tính của Chúa Jesus bị xem là lạc giáo, bội đạo và dị giáo

Thần tính (Divinity) là những thứ liên quan đến, dành riêng cho hoặc xuất phát từ một vị thần. Những gì được xem là có thần tính hoặc không phải là thần tính có thể được định nghĩa một cách mơ hồ, vì danh này được sử dụng bởi các hệ thống tín ngưỡng khác nhau. Trong các độc thần giáo và đa thần giáo, điều này được phân định rõ ràng. Tuy nhiên, trong phiếm thần giáo và vật linh giáo, điều này trở thành đồng nghĩa với các khái niệm về thiêng liêng và siêu việt. Trong tiếng Anh thì nguồn gốc của từ divinity là từ tiếng Latin Divus có nghĩa là thuộc về một vị thần (deus), từ này du nhập vào tiếng Anh từ tiếng Latin thời Trung cổ vào thế kỷ XIV. Thần tính là một phẩm chất có hai cách sử dụng riêng biệt gồm sức mạnh hoặc quyền năng thần thánh là những quyền năng hoặc sức mạnh siêu phàm hoặc vượt quá khả năng của con người. Một dạng thần tính áp dụng cho người phàm là phẩm chất của những cá nhân được coi là được ban phép hoặc mối quan hệ đặc biệt với thần thánh. Sự nhập nhèm này sẽ xảy ra giữa những cách sử dụng này vì các vị thần hoặc các thực thể thần thánh thường giống hệt hoặc được xác định bằng các quyền năng và sức mạnh của họ trong nhiều trường hợp, một vị thần chỉ đơn thuần là một quyền năng hoặc sức mạnh được nhân cách hóa và những quyền năng và sức mạnh này sau đó có thể được mở rộng hoặc ban cho các cá nhân phàm nhân.

## Các tôn giáo
Trong Do Thái giáo thì đấng Jehovah Vạn quân thường gắn liền hiện tượng giông bão và sấm sét trong suốt phần lớn Cựu Ước. Người ta nói rằng Người nói chuyện bằng sấm sét, và sấm sét được coi là dấu hiệu của sự tức giận của Người. Quyền năng này sau đó được truyền cho các nhà tiên tri như Moses và Samuel, những người đã khiến những cơn bão dữ dội giáng xuống kẻ thù. Các vị thần có liên quan mật thiết đến sức mạnh hoặc quyền năng siêu việt được trao cho họ. Nhìn chung, những người phàm có phẩm chất thần thánh được phân biệt cẩn thận với các vị thần hoặc các vị thần trong đền thờ các vị thần của chính tôn giáo họ. Ngay cả đức tin Cơ Đốc, thường cho rằng Chúa Kitô giống hệt Chúa Trời, cũng phân biệt giữa Chúa Cha và Chúa Con. 
Tuy nhiên, có một số trường phái tư tưởng bí truyền và huyền bí, hiện diện trong nhiều tín ngưỡng Sufi trong Hồi giáo, Gnostic trong Thiên chúa giáo, Ấn Độ giáo Advaitan, Phật giáo Thiền tông, cũng như một số quan điểm không cụ thể được phát triển trong triết học thời đại mới cho rằng tất cả con người đều mang bản chất là thần thánh, hoặc hợp nhất với Thần thánh theo một cách không tầm thường. Thần thánh như vậy, trong các tín ngưỡng này, sẽ tự thể hiện một cách tự nhiên nếu nó không bị che khuất bởi thế giới xã hội và vật chất mà chúng ta đang sống, nó cần được đưa ra phía trước thông qua thực hành tâm linh thích hợp. 
Quan niệm nổi bật nhất về các thực thể thiêng liêng trong Giáo hội Các Thánh hữu Ngày sau của Chúa Giê Su Ky Tô (Giáo hội Các Thánh Hữu Ngày Sau/LDS) hay còn gọi là Mặc Môn giáo thì là Thiên Chúa là một hội đồng thiêng liêng của ba đấng riêng biệt gồm Cha Thiên thượng Elohim (Đức Chúa Cha), Jehovah (Đức Chúa Con, hay Jesus) và Đức Thánh Linh. Ông Joseph Smith đã kể về một Thiên Chúa phi Ba Ngôi với Đức Chúa Cha và Chúa Giê Su Ky Tô, mỗi người đều có thân thể vật chất riêng biệt và Đức Thánh Linh là một nhân vật riêng biệt với thân thể thuộc linh. Ông Smith cũng rao giảng về sự tồn tại của một bà Mẹ Thiên Thượng trong Bài diễn thuyết của Vua Follett, nhưng rất ít điều được thừa nhận hoặc biết đến ngoài sự tồn tại của bà. Những tín nhân Mặc Môn giáo có niềm tin vào tiềm năng thiêng liêng của nhân loại, Smith đã rao dạy một hình thức thần thánh hóa nơi những người đàn ông và phụ nữ phàm trần có thể trở nên giống như Chúa thông qua sự cứu rỗi và sự tôn cao. Ông Lorenzo Snow đã tóm tắt điều này một cách ngắn gọn bằng một câu đối, thường được lặp lại trong Giáo hội Các Thánh Hữu Ngày Sau: "Con người hiện tại như thế nào, thì Chúa đã từng như thế".